# 習志野運輸区
習志野運輸区（ならしのうんゆく）は、千葉県船橋市にかつて存在した東日本旅客鉄道（JR東日本）千葉支社の運転士・車掌が所属する組織である。旧・習志野電車区があったため仕業検査・構内業務も行う。2024年3月15日限りで廃止し、現在は津田沼統括センター乗務ユニット。本項では旧習志野電車区についても記述する。

## 歴史
- 1935年（昭和10年）7月1日 : 総武本線船橋駅 - 千葉駅間電化。津田沼電車庫開設（同年9月に津田沼電車区へ改称）[2]。
- 1986年（昭和61年）9月1日 : 津田沼電車区の運転部門と車両・検修部門が分離され、津田沼運転区、習志野電車区発足[3]。
- 1987年（昭和62年）4月1日：東日本旅客鉄道に継承。
- 1989年（平成元年）10月24日：出区待機中の列車に、後続の出区列車が衝突する事故が発生。原因は後続の運転士の入換信号機見落としによる冒進であった[4]。
- 1991年（平成3年）3月16日 : 津田沼車掌区の一部と津田沼運転区を統合し習志野運輸区発足。
- 2003年（平成15年）12月15日 : 習志野電車区廃止。209系、E231系電車は三鷹電車区に転属となり、当区は仕業検査の移管を受ける。
- 2007年（平成19年）3月18日 : 津田沼車掌区の廃止により、中央・総武線各駅停車行路を引き継ぐ。同時に総武快速線行路は千葉車掌区に移管[5][6]。
- 2024年（令和6年）3月16日 : 津田沼営業統括センターと統合し津田沼統括センター発足、当区は廃止。

## 習志野電車区
習志野電車区（ならしのでんしゃく ）は、千葉県習志野市の津田沼駅近隣にあった東日本旅客鉄道（JR東日本）の車両基地。組織変更前は津田沼電車区の名称を使用していた。敷地の大部分は船橋市前原西1丁目にあるが、管理棟のある習志野市谷津が正式な所在地となる。
2003年12月の配置統合で車両は三鷹電車区に転出、仕業検査などは習志野運輸区に移管されて廃止となり電留線化された。

### 配置車両の車体に記される略号
「千ラシ」…千葉支社を意味する「千」と、習志野を意味する「ラシ」から構成される。津田沼電車区時代の略号は「千ツヌ」で、千葉鉄道管理局と津田沼を意味していた。

#### 配置統合時点の配置車両
209系
- 500番台の10両編成15本が配置されていた。

E231系
- 0番台の10両編成21本が配置されていた。

#### 配置統合時点で習志野運輸区所属でないが入庫または疎開した車両
高崎線所属211系 A27編成・A28編成・A30編成　廃車の前に疎開として入庫した。これらは公開イベントにおいて乗車イベントが行われた。
京葉線所属201系 ケヨ51編成・K1編成 205系 ケヨ8編成
幕張車両センター所属E257系 NB15編成　NB17編成
中野電車区所属301系 K4編成　廃車間近で保留扱いされ、疎開として入庫している。

#### 統合以前の配置車両
72系電車
- 1969年に中央・総武緩行線から撤退したが、以降も総武本線千葉以東・外房線・内房線・成田線・東金線用に1977年まで配置があった。

101系電車
- 1988年まで配置されていたが、山手線などから転入した103系に置き換えられて廃車となった。一部の車両は秩父鉄道に譲渡されている。

103系電車
- 1979年から2001年まで配置。他線区からの転入車の割合が多かった。101系置換完了から209系投入開始までの中央・総武緩行線では、三鷹が201系・205系、習志野が103系という分担となっていた。また1986年の京葉線開業から1990年の京葉電車区開設まで、同線用の青22号の103系も配置されていたが、対応工事を施した中央・総武緩行線用の編成が代走することもあった。

113系電車
- 1969年の房総西線電化の際に42両が新製配置された。幕張電車区開設後も引き続き総武本線千葉以東・外房線・内房線・成田線・東金線用に配置があったが、1986年に幕張電車区に全車転出した。

165系電車
- 1969年の房総西線電化の際に最終増備車44両が配置された。1972年の東京地下 - 錦糸町間開業ならびに外房線電化により新規開設された、幕張電車区に全車転出した。

183系電車
- 上述の外房線電化完成によるダイヤ改正で運行開始した房総特急用車両のうち、早期落成車は津田沼電車区に新製配置され、乗務員訓練に使用された。幕張区開設により転出した。